# موزه یخچال‌های طبیعی نروژ

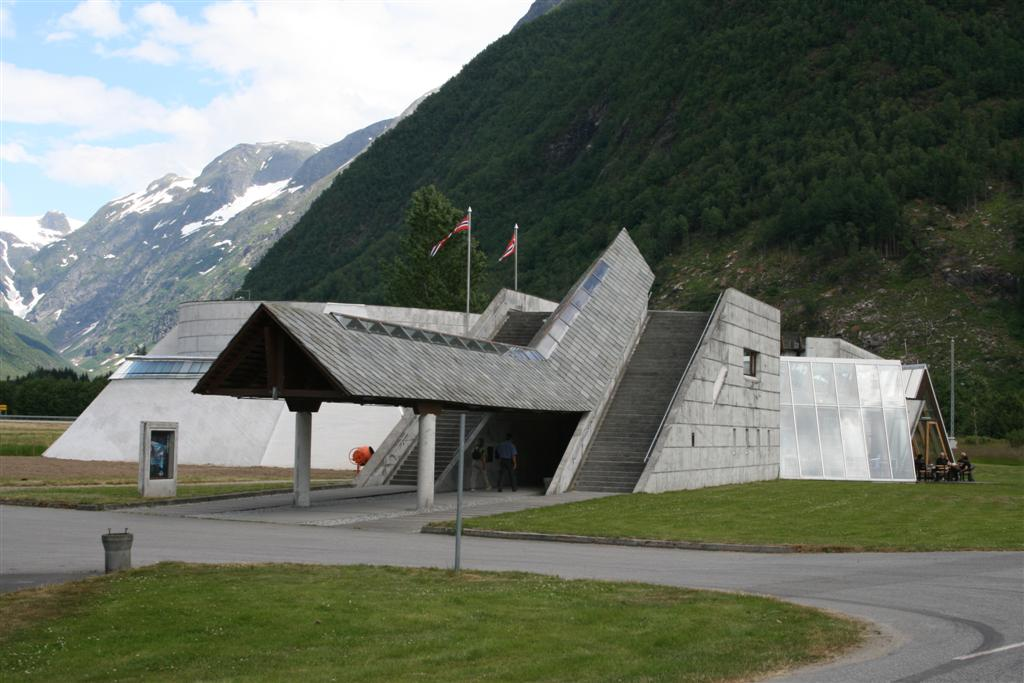
موزه یخچال‌های طبیعی نروژ

موزه یخچال‌های طبیعی نروژ (نروژی: Norsk Bremuseum) موزه‌ای در سون او فیوردانه نروژ است. این موزه در مرکز چشم‌اندازی واقع شده که توسط سطح شیب دار کوه و آبراهه ای با یخچالی بالای آن شکل گرفته‌است.
مأموریت موزه هدف موزه «جمع‌آوری، تولید، و توزیع دانش دربارهٔ یخچال طبیعی و اقلیم» است.
بنای موزه را سور فهن طراحی کرده‌است. در سال ۲۰۰۲ تصمیم بر آن شد که بخشی به موزه اضافه شده که آن را هم فهن طراحی کرد. این موزه همچنین میزبان مرکز اقلیمی التفیت-مو است که با طراحی فهن در سال ۲۰۰۷ افتتاح شد.
ن بنا روی دشتی قرار گرفته که توسط یخچال‌های جاستادل در دهانه آبراهه (فیورد) فیرلند به وجود آمده‌اند.
فهن در مورد طرح موزه می‌گوید:
 «زمانی که با قایق به محل موزه نزدیک می‌شوید بتن سفید موزه مانند صخره ای روی سطح شیبدار کوه بنظر می‌رسد. صخره‌هایی که روی تپه‌های چشم‌انداز اسکاندیناوی قرار گرفته همیشه برای من جذاب بوده‌اند و الهام بخش ساختن بتن شدند.»
موزه یخچال‌های طبیعی به عنوان نقطه عطفی در معماری معاصر مورد تمجید منتقدان قرار گرفته‌است.